# Benkő Péter (színművész)
Benkő Péter (Budapest, 1947. június 1. –) kétszeres Jászai Mari-díjas magyar színművész, érdemes művész, a Turay Ida Színház örökös tagja. Benkő Gyula színművész fia.
Benkő Péter A kis kedvencek titkos élete című animációs rajzfilmben is szinkronszerepet kapott.

## Életpályája
Főiskolai tanulmányait a Színház- és Filmművészeti Főiskolán végezte 1965–1969 között Szinetár Miklós osztályában. Eközben kapta első tévéfilmes főszerepét; Babocsai Lászlót alakította A koppányi aga testamentuma című tévéfilmben (első filmszerepe pedig 1954-ben volt a Fel a fejjel című játékfilmben). 1969–1973 között a József Attila Színház színésze volt. 1971–1993 között a Thália, illetve az Arizona Színház tagja volt. 1993–1998 között szabadfoglalkozású művész volt. 1999–2013 között a Soproni Petőfi Színház vendégművésze volt. 2013 óta a Turay Ida Színház vendégművésze.

## Magánélete
Benkő Gyula és Molnár Borbála gyermekeként született. Édesanyja első házassága révén van egy féltestvére, dr. Spett Borbála. Első felesége, Varga Katalin, akivel 1973-ban házasodtak össze, légiutas-kísérőként 1975. január 15-én a berlini járat katasztrófájakor Budapesten a Malév Il–18-as gépével lezuhant, és életét vesztette. Második házasságát 1980-ban kötötte. 1983-ban született fiuk, Benkő Márton. 1986-ban elváltak. A későbbiekben Magyar Ildikóval lépett élettársi viszonyba, akivel közösen Nagykovácsiban lovascentrumot hoztak létre, de a beruházás kapcsán a párt áfacsalással gyanúsították meg, s az eljárás végén az asszonyt letöltendő, a színészt pedig jogerősen felfüggesztett szabadságvesztésre ítélték. Harmadik feleségével, Friedbauer Klaudiával 2010-ben házasodott össze.

## Filmjei

### Játékfilmek
- Fel a fejjel! (1954)
- Több mint játék (1956)
- Játék a múzeumban (1965)
- Egri csillagok I-II. (1968)
- Az utolsó kör (1968)
- Csak egy telefon (1970)
- A gyilkos a házban van (1970)
- Szép magyar komédia (1970)
- Mérsékelt égöv (1970)
- Fuss, hogy utolérjenek! (1972)
- Csínom Palkó (1973)
- Ártatlan gyilkosok (1973)
- Tűzgömbök (1975)
- Az erőd (1979)... ifjabb Bondy
- Magyar rapszódia (1979)
- Allegro barbaro (1979)
- A Pogány Madonna (1980)
- Házasság szabadnappal (1983)
- Lutra (1985)

### Tévéfilmek
- A koppányi aga testamentuma (1967)
- Az ember tragédiája (1969)
- Gimnazisták (1970)
- Őrjárat az égen 1–4. (1970)
- Férfiak mesélik… (1971)
- A vendég (1971)
- A fekete város 1–7. (1971)
- A tűz balladája (1972)
- Fekete macska (1972)
- Dorottya (1973)
- 12 egy tucat (1973)
- Zrínyi (1973)
- Intőkönyvem története (1974)
- Egy csók és más semmi (1975)
- Egy értekezlet jegyzőkönyve (1975)
- Csongor és Tünde (1976)
- Kántor 1–5. (1976)
- Hungária kávéház (1976)
- Ady-novellák (1978)
- Küszöbök (1978)
- Prolifilm (1979)
- Szetna, a varázsló (1980)
- Megtörtént bűnügyek (1980)
- Csupajóvár (1980)
- Családi kör (1980–1981)
- Petőfi 1–6. (1981)
- Különös házasság 1–4. (1982)
- A zalameai bíró (1983)
- Titanic (1984)[9]
- Fürkész történetei (1984)
- A fantasztikus nagynéni 1–2. (1986)
- Varsói melódia (1985)
- A védelemé a szó (1988)
- Angyalbőrben (1991)
- Júdea helytartója (1991)
- Julianus barát 1–3. (1991)
- Família Kft. (1992)
- Privát kopó (1992)
- Kisváros (1993–1999)
- Szomszédok (1999)
- Angyali történetek (2000)
- Titkos szeretők (2000)
- Családi album (2001)
- Kérnék egy kocsit (2001–2002)
- Nagyvizit (2006)
- Lili (2003)
- Diplomatavadász (2010)

## Színházi szerepei
A Színházi Adattárban regisztrált bemutatóinak száma: 147.
- Puskin: Don Juan – szolga
- Szép Ernő: Május – boy
- Maeterlinck: Szent Antal csodája – második rendőr
- George Bernard Shaw: Androcles és az oroszlán – kikiáltó
- Molière: Gömböc úr – paraszt
- Rahmanov: Viharos alkonyat – első diák
- Herman: Helló, Dolly! – Barnabás
- Rabkin: A halhatatlan őrjárat – Misa
- William Shakespeare: Tévedések vígjátéka – Ephesusi Dromio
- Móricz Zsigmond: Légy jó mindhalálig – Gyéres
- Carlo Goldoni: Két úr szolgája – Silvio
- Gavault–Charvay: Valami nindig közbejön – Georges
- Jókai Mór: A kőszívű ember fiai – Jenő; Pál
- Rozov: A futópályán – Albert
- Hill–Hawkins: Canterbury mesék – szakács; Damian
- Illyés Gyula: Malom a Séden – Feri
- Satrov: Merénylet – távirdász
- Móra Ferenc: Rab ember fiai – Ádám
- Károlyi Mihály: A nagy hazugság – Negoszkin
- Aldobolyi Nagy György: Svejk a hátországban
- Beaumarchais: Figaro házassága – Chérubin
- Roscsin: Egy fiú meg egy lány – a fiú
- Takeda–Miyosi–Namiki: Csusingura – Rikija
- Rostand: Cyrano de Bergerac – első kadét
- Sardou–Moreau: Szókimondó Kata – Cop
- Németh László: Gandhi – Devadasz
- Diderot: Fecsegő ékszerek – Kerzael
- Zsolt Béla: Erzsébetváros – Klug
- László-Bencsik Sándor: Történelem alulnézetben – TMK-s
- Komlós–Marton: Thália kabaré
- Rákos–Kazimir Károly: Agyagtáblák üzenete - Gilgames – Gimil
- Solohov: Emberi sorsok – Jasa
- Lázár Ervin: A hétfejű tündér.– Mikkamakka
- Malraux: A remény....fiú
- Kazimir Károly: Petruska....huszár
- Katona József: Bánk bán....Ottó; Mikhál bán
- Mesterházi Lajos: A Prométheusz rejtély....Telamón
- Kellér Andor: Bal négyes páholy....a fiatal Beöthy
- H. Barta Lajos: Nemzetközi gyors....fiú
- Mándy Iván: Gong....fiatal színész
- Karinthy Ferenc: Házszentelő....dr. Mátyás József
- Graham Greene: Komédiások....Henry Philipot
- Iwaszkiewicz: Chopin....Maurice
- Bulgakov: A Mester és Margarita....Iván; Lévi Máté
- Satrov: Égszínkék lovak, vörös füvön....
- Kassák Lajos: Egy ember élete....Bagó
- Hochhuth: Jogászok....Dieter
- Ruzante: A csapodár madárka[10]....Tonin
- Mesterházi Lajos: Pesti emberek....Tamás
- Hochwälder: A szent kísérlet....Don Esteban Arago
- Ajtmatov: Az évszázadnál hosszabb ez a nap....Szabidzsán
- Hofmannsthal: Akárki....Mammon
- Illyés Gyula: Fáklyaláng....Molnár Ferdinánd; Szemere Bertalan
- Maeterlinck: A kék madár....Fény
- Zágoni–Nóti: Hyppolit, a lakáj....Nagy András
- Tolsztoj: Háború és béke....Sándor cár
- Fényes Samu: Kassai asszonyok....Gábor
- Zorin: Varsói melódia....a fiú
- Mezei András: Magyar kocka....ügyvéd
- Kisch–Hasek: Őrültek a fedélzeten avagy 365 nap alatt Prágától Pozsonyig....Kulicska
- Németh László: Harc a jólét ellen....Létrai
- Kellér–Verebes: Kellér
- William Shakespeare: Lóvátett lovagok....Nathaniel
- Gorin: Gyalog a holdsugáron....Ramkopf
- Tamás István: A pápa és a császár....Ménéval báró
- Molnár Ferenc: A doktor úr....Bertalan; Cseresnyés
- Munkácsi Miklós: Mindhalálig Beatles....Mark
- Tamási Áron: Ördögölő Józsiás....Bambucz
- Kander–Ebb: Az év asszonya....Gerard
- Szörényi Levente: István, a király....Vecellin
- Mary Chase: Barátom, Harvey....dr. Lyman Sanderson
- Hernádi Gyula: Csillagszóró....Konfuciusz
- Marc Camoletti: Hatan pizsamában....Robert
- Andersson–Ulvaeus: Chess (Sakk)....Vigand
- Nagy Tibor: A kölyök....dr. Tewkovsky; Sydney Chaplin
- Kander–Ebb: The Rink....Guy
- Neil Simon: Pletykák....Glenn
- Békés Pál: Egy kis térzene....Art úr
- Molnár Ferenc: Játék a kastélyban....Gál
- Jonson: Volpone....Sir Politicus Volna
- Deval: Tovaris....Arbeziat
- Tamási Áron–Pozsgai Zsolt: Ábel....Igazgató; Kerekes; Bankigazgató
- Örkény István: Tóték....Tomaji plébános
- Spiró György: Az imposztor....Skibinski
- Ludwig: Vegyes páros....Saunders
- Steinbeck: Egerek és emberek....a gazda
- Friedrich Schiller: Ármány és szerelem....Von Walter
- Herczeg–Csongárdi: Bohóckirálynő....Tóni
- Békeffy–Stella: Janika....Elemér
- Allais: Horgász a pácban....Dubenoit
- Camoletti: Négyen a kanapén....ismeretlen színész
- Kálmán Imre: Cirkuszhercegnő....Wladimir Sergius
- Csongrádi Kata: Énekelj, Déryné!....Szentpétery Zsiga
- Somerset Maugham: Imádok férjhez menni....Taylor
- Vajda Anikó: Szerelmesnek áll a... világ!....Caterina apja; férj; útonálló; apáca
- Noël Coward: Vidám kísértet....dr. George Bradman
- Vaszary Gábor: A meztelen lány....Szabó
- Csiky Gergely: A nagymama....Koszta
- Eisemann Mihály: Zsákbamacska....Csopaki Reiner; Nózinger
- Tamási Áron: Énekes madár....pap; boszorkány; kecske; vénasszony; énekes
- Ken Kesey: Kakukkfészek....Williams ápoló
- Móricz Zsigmond: Nem élhetek muzsikaszó nélkül....Peták
- Békeffy–Kiss: Kölcsönkért kastély....Koltay Gábor
- Simon: Furcsa pár....Murray
- Kiss József: Az angyalok nem sírnak....orvos
- Shakespeare: Sok hűhó....Antonio
- Scribe: Egy pohár víz....Thompson
- Georges Feydeau: Osztrigás Mici....Sauvarel
- Schönthan: A szabin nők elrablása....Borszéky
- Shakespeare: Hamlet....I. sírásó; Marcellus; Tiszt; Lucianus
- Rodgers: A muzsika hangja....Herr Zeller
- Suassuna: A kutya testamentuma....püspök
- Huszka Jenő: Bob herceg....Gipsy
- Marriott–Foot: Csak semmi szexet, kérem, angolok vagyunk!....Leslie Bromhead
- Leigh: La Mancha lovagja....nemes úr
- Veber: Balfácánt vacsorára....Archambaud
- Móricz Zsigmond: Sári bíró....Bíró
- Ránki György: Egy szerelem három éjszakája....dr. Szegilongi
- Topolcsányi Laura: A holló árnyékában....Bódog
- Schurek: Aszfaltmuzsikusok....Karl Gizowsky
- Huszka Jenő: Gül baba....Gül baba
- Shakespeare: Rómeó és Júlia....Lőrinc barát
- Gárdonyi Géza: Hosszúhajú veszedelem....Jenő

## Szinkronszerepei
- A Mester és Margarita: Rimszkij - Ilya Oleynikov
- Kóma: Michael Douglas
- Ausztrál expressz: Con Madigan - Jay Kerr
- Quo vadis? Péter apostol - Max von Sydow
- Dupla vagy semmi: Michael J. Fox
- Az elnök különgépe
- A misszionáriuslány: Sandro atya - Philippe Caroit
- Mi van, doki? Howard Bennister - Ryan O’Neal
- Lányok pórázon
- Odaát (sorozat): Bobby Singer - Jim Beaver
- Óvakodj a törpétől (MOKÉP-szinkron): Tony Carlson - Chevy Chase
- Az igazi és a hamis: Marco Manin - Terence Hill
- Zürichi páncélterem: Roman Berger - Jacques Breuer

## Nagylemezei
- Együtt és mégis külön (1991)
- Titkos szeretők (1998)

## Díjai, elismerései
- Jászai Mari-díj (1979, 1982)
- Turay Ida-vándordíj (2005)
- Madách-díj (2017)
- Érdemes művész (2021)